# Waterburg
Die Waterburg, auch Waterborg genannt, ist eine abgegangene Turmhügelburg (Motte) am Ende einer Halbinsel des Selenter Sees in der Gemeinde Giekau im Kreis Plön in Schleswig-Holstein. Nördlich der Burg liegt auch die Burg Neuhaus (Giekau).
Die aus dem 13. bis 14. Jahrhundert stammende Doppelburg-Anlage auf länglich ovalem Hügel bestand aus zwei Turmhügeln. Die Burgstelle, die noch den Burghügel mit Graben zeigt, ist nur in Trockenzeiten oder bei starkem Frost zugänglich.